# Nicrophorus mongolicus
Nicrophorus mongolicus är en skalbaggsart som beskrevs av Shchegoleva-barovskaya 1933. Nicrophorus mongolicus ingår i släktet Nicrophorus och familjen asbaggar. Inga underarter finns listade i Catalogue of Life.